# Шахта «Тошківська»
ДВАТ Шахта «Тошківська». Входить до ДХК «Первомайськвугілля». Розташована в смт Тошківка Первомайської міськради Луганської області.
Здана в експлуатацію в 1932 році з проектною потужністю 400 тис. тонн вугілля на рік.
Глибина розробки пластів становить 486 м.
У 2003 році видобуто 19 тис. тонн вугілля.
Станом на 1 січня 2011 року промислові запаси шахти оцінювалися в 30,2 млн тонн.
Внаслідок потужних обстрілів під час великої московитської навали в квітні 2022 року було пошкоджено енергопостачання до шахти, почалось її підтоплення. За словами міністра енергетики Германа Галущенка відновити її роботу неможливо як і роботу шахти «Золоте».
Адреса: 93280, смт Тошківка, м. Первомайськ, Луганської обл.